# Amphisbaena hyporissor
Amphisbaena hyporissor är en ödleart som beskrevs av  Thomas 1965. Amphisbaena hyporissor ingår i släktet Amphisbaena och familjen Amphisbaenidae. IUCN kategoriserar arten globalt som nära hotad. Inga underarter finns listade i Catalogue of Life.